# Péter Somfai
Péter Somfai (2 de abril de 1980) é um esgrimista húngaro, medalhista olímpico.

## Carreira

### Rio 2016
Péter Somfai representou seu país nos Jogos Olímpicos de Verão de 2016, na espada. Na competição por equipes conquistou a medalha de bronze ao lado de Gábor Boczkó, Géza Imre e András Rédli.